# Nati nel 1982/Senza giorno specificato
| Questa pagina contiene informazioni ricavate automaticamente dalle voci biografiche con l'ausilio del template Bio e di un bot. L'aggiornamento è periodico e automatico e ricostruisce completamente la pagina. Se manca una persona in questa lista, sei pregato di non aggiungerla, ma accertati piuttosto che la sua voce biografica contenga il template Bio e che i dati anagrafici siano correttamente compilati. Se il template Bio manca, inseriscilo tu stesso o, in alternativa, metti l'avviso {{tmp\|Bio}} che ne segnala la mancanza. Se i dati riportati sono sbagliati, correggi direttamente la voce biografica; le modifiche saranno visibili in questa lista entro pochi giorni. Per chiarimenti vedi il progetto biografie. La lista contiene solo le 113 persone che sono citate nell'enciclopedia e per le quali è stato implementato correttamente il template Bio. Pagina aggiornata al 2 lug 2025. |

- Arwa Abouon, fotografa canadese († 2020)
- Alsarah, cantante, cantautrice e etnomusicologa sudanese
- Leila Alaoui, fotografa francese († 2016)
- Andreas Ampferer, ex sciatore alpino austriaco
- Angelo Arciglione, pianista italiano
- Ester Armanino, scrittrice, architetta e giornalista italiana
- Jenn Ashworth, scrittrice britannica
- Lina Attalah, giornalista e attivista egiziana
- Anselm Audley, scrittore britannico
- Olympia, cantautrice e musicista australiana
- Sebastián Bartolini, ex calciatore argentino
- Ayah Bdeir, imprenditrice, inventrice e artista statunitense
- Katie Beardsley, ex sciatrice alpina statunitense
- Anna Bellato, attrice italiana
- Biancoshock, artista italiano
- Bertie Blackman, cantautrice, musicista e produttrice discografica australiana
- Olivier Bordin, giocatore di football americano francese
- Tat'jana Borodina, soprano russa
- Luca Buzzi, astronomo italiano
- Kristen Bybee, ex sciatrice alpina statunitense
- Dario Calmese, artista statunitense
- Alessandro Comodin, regista, sceneggiatore e montatore italiano
- Fabio Deotto, scrittore, giornalista e traduttore italiano
- Francesco Paolo Maria Di Salvia, scrittore italiano
- Mathilde Domecq, fumettista francese
- Katharina Dorner, ex sciatrice alpina austriaca
- Joe Dunthorne, scrittore gallese
- Ollie Edwards, modello britannico
- Gavin Extence, scrittore britannico
- Andrea Fantini, velista italiano
- Ehsan Fatahian, attivista iraniano († 2009)
- Tim Fehlbaum, regista, sceneggiatore e direttore della fotografia svizzero
- Lion D, cantante italiano
- Polly Findlay, regista teatrale britannica
- David Fynn, attore irlandese
- Patrick Geiger, giocatore di football americano tedesco
- Francesca Giannone, scrittrice italiana
- James Glancy, conduttore televisivo, ambientalista e politico britannico
- Carmela Troncoso, ingegnere e attivista spagnola
- Jessie Greengrass, scrittrice britannica
- Robert Gwaze, scacchista zimbabwese
- Paul Hamy, attore, modello e artista francese
- Sarah Harrison, giornalista inglese
- Jack Hathaway, astronauta statunitense
- Mohammed Hegazy, religioso egiziano
- Helen Huang, pianista giapponese
- Sandro Ivessich Host, tecnico del suono italiano
- Ji Seong-ho, attivista nordcoreano
- Trude Flø Johnsen, ex sciatrice alpina norvegese
- Fatih Karahan, economista turco
- Tyrone Keogh, attore e modello sudafricano
- Omid Kokabee, fisico iraniano
- Denisa Kola, modella albanese
- Shata QS, cantante polacca
- Albert Langebartels, ex giocatore di football americano e allenatore di football americano tedesco
- Francesca Latella, ex cestista italiana
- Susannah Lazar, astronoma statunitense
- Marcus LeVesseur, artista marziale misto statunitense
- Lila Avilés, attrice, regista e sceneggiatrice messicana
- Manuela Mair, ex sciatrice alpina austriaca
- Giusi Marchetta, scrittrice italiana
- Daniele Kong, fumettista italiano
- Joseph Masiero, astronomo statunitense
- Iqbal Masih, operaio e attivista pakistano († 1995)
- Maysaloun Hamoud, regista palestinese
- Abigail McCary, modella statunitense
- Hilary McCloy, ex sciatrice alpina statunitense
- Jane McLean, attrice filippina
- Robert Mehlhart, musicologo, compositore e religioso tedesco
- Régis Mengus, cantante francese
- Philip Michael, attore britannico
- Nandipha Mntambo, artista sudafricana
- Jakub Nábělek, copilota di rally ceco
- Matteo Negri, artista italiano
- Olesja Novikova, ballerina russa
- Lee O'Connor, fumettista britannico
- Stéphanie Ouellet-Décoste, ex sciatrice alpina canadese
- Caterina Palazzi, contrabbassista italiana
- Jón Páll Pálmason, allenatore di calcio islandese
- Alessandro Pancotti, poeta italiano
- Cleo Pires, attrice e cantante brasiliana
- Qin Shaobo, attore e circense cinese
- Elier Ramírez Cañedo, politico e storico cubano
- Valeria Ripoll, politica e sindacalista uruguaiana
- Lauren Ross, ex sciatrice alpina statunitense
- Florence Roujas, ex sciatrice alpina francese
- Kristen Roupenian, scrittrice statunitense
- Leanne Rowe, attrice britannica
- Karina Sainz Borgo, giornalista e scrittrice venezuelana
- Santo Trafficante, rapper e beatmaker italiano
- Florian Schneider, ex sciatore alpino tedesco
- Selwyn, cantante sudafricano
- Besa Shahini, politica albanese
- Jackie Sibblies Drury, drammaturga statunitense
- Makyla Smith, attrice canadese
- Seth Smith, attore statunitense
- Nick Srnicek, politologo canadese
- Sten Lex, italiano
- Petra Strassegger, ex sciatrice alpina austriaca
- Daniela Stucan, modella argentina
- Manuela Suitner, ex sciatrice alpina austriaca
- Theron Thomas, paroliere e produttore discografico statunitense
- Juan Sebastián Torales, regista, sceneggiatore e montatore argentino
- Alessandro Tota, fumettista e illustratore italiano
- Carla Tricoli, modella portoricana
- Valentina Vega, ex cestista italiana
- Aino Venna, cantante finlandese
- Andrew Veyette, ex ballerino statunitense
- Eliane Volken, ex sciatrice alpina svizzera
- Chun Wang, imprenditore cinese
- Kerstin Weng, giornalista tedesca
- Michal Žďárský, pilota di rally ceco
- Filiz Şaybak, militare e attivista curda († 2014)